# C/2001 OG108
C / 2001 OG108 (LONEOS) là một sao chổi Halley với chu kỳ quỹ đạo là 48,51 năm.  Nó được phát hiện vào ngày 28 tháng 7 năm 2001 bởi kính viễn vọng LONEOS tại Đài thiên văn Lowell.
Quan sát thực hiện trong hai tháng đầu năm 2002 cho thấy các "tiểu hành tinh" đã phát triển một lượng nhỏ hoạt động sao chổi khi nó tiến lại gần điểm cận nhật. Sau đó nó được phân loại lại thành sao chổi. Sao chổi đã đến điểm cận nhật (cách tiếp cận gần nhất với Mặt trời) vào ngày 15 tháng 3 năm 2002.  Điểm cận nhật tiếp theo được tính vào ngày 6 tháng 6 năm 2050.
Sao chổi có chu kỳ quay là 2,38 ± 0,02 ngày (tương đương 57,12 giờ).
Năm 2003, sao chổi được ước tính có cường độ V tuyệt đối trung bình (H) là 13,05   ±   0,10, với suất phản chiếu 0,03, cho bán kính hiệu quả 8,9   ±   0,7   km. Sử dụng dữ liệu từ Fernandez (2004-2005) JPL liệt kê sao chổi với suất phản chiếu 0,05 và đường kính 13,6 ± 1 km.
Sao chổi này có thể đại diện cho sự chuyển đổi giữa sao chổi điển hình của gia đình Halley/ chu kỳ dài và là sao chổi tuyệt chủng. Damocloids đã được nghiên cứu là ứng cử viên của sao chổi tuyệt chủng có thể do sự giống nhau của các thông số quỹ đạo của chúng với các sao chổi của gia đình Halley.